# Perry County (Mississippi)
Perry County is een county in de Amerikaanse staat Mississippi.
De county heeft een landoppervlakte van 1.676 km² en telt 12.138 inwoners (volkstelling 2000). De hoofdplaats is New Augusta.

## Bevolkingsontwikkeling

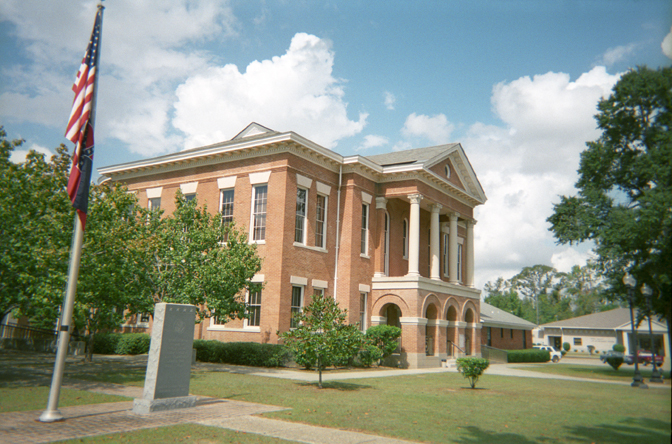
Perry County Courthouse